# Dudleya edulis
Dudleya edulis är en fetbladsväxtart som först beskrevs av Thomas Nuttall, och fick sitt nu gällande namn av Reid Venable Moran. Dudleya edulis ingår i släktet Dudleya och familjen fetbladsväxter. Inga underarter finns listade i Catalogue of Life.

## Bildgalleri

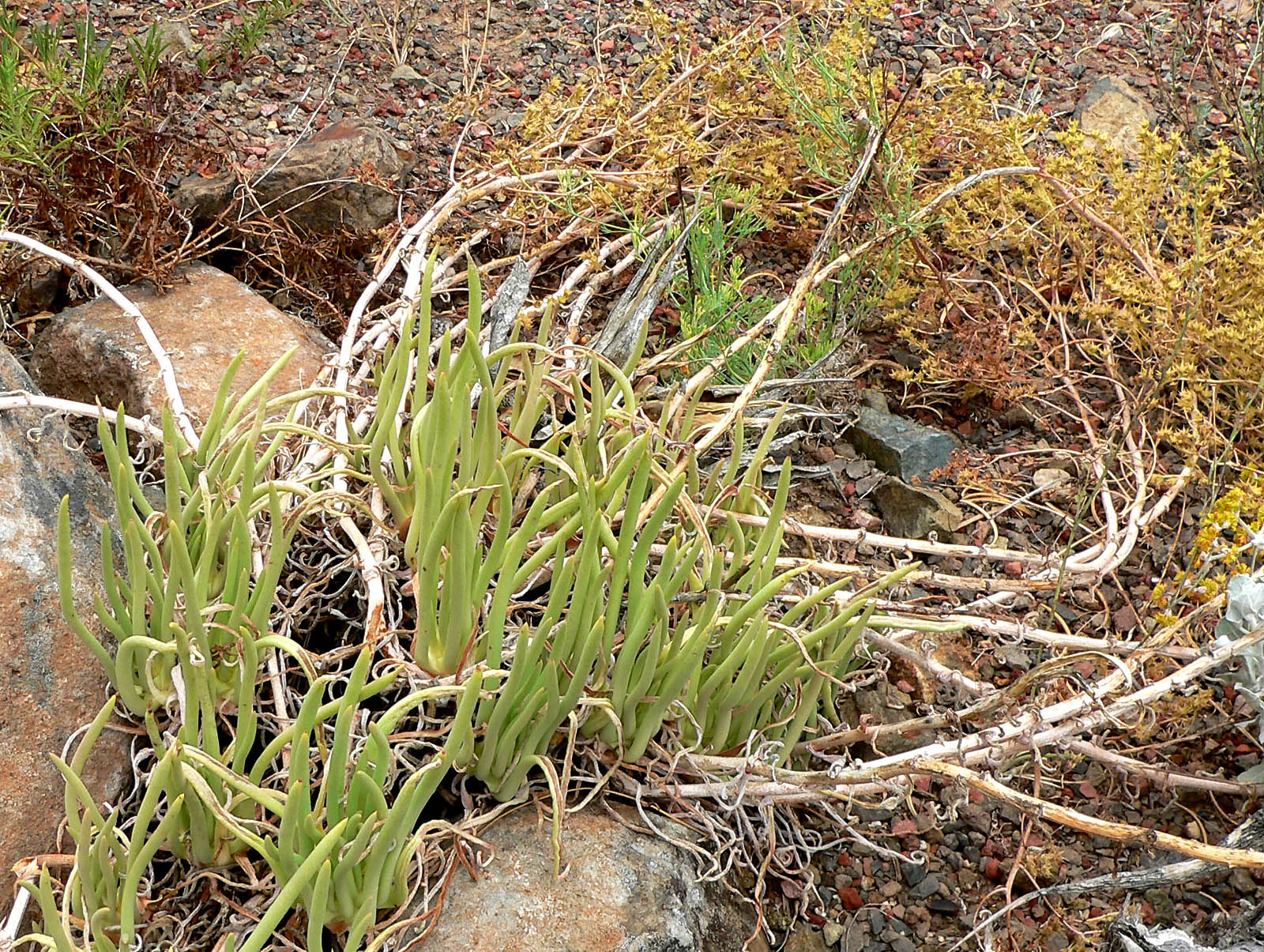
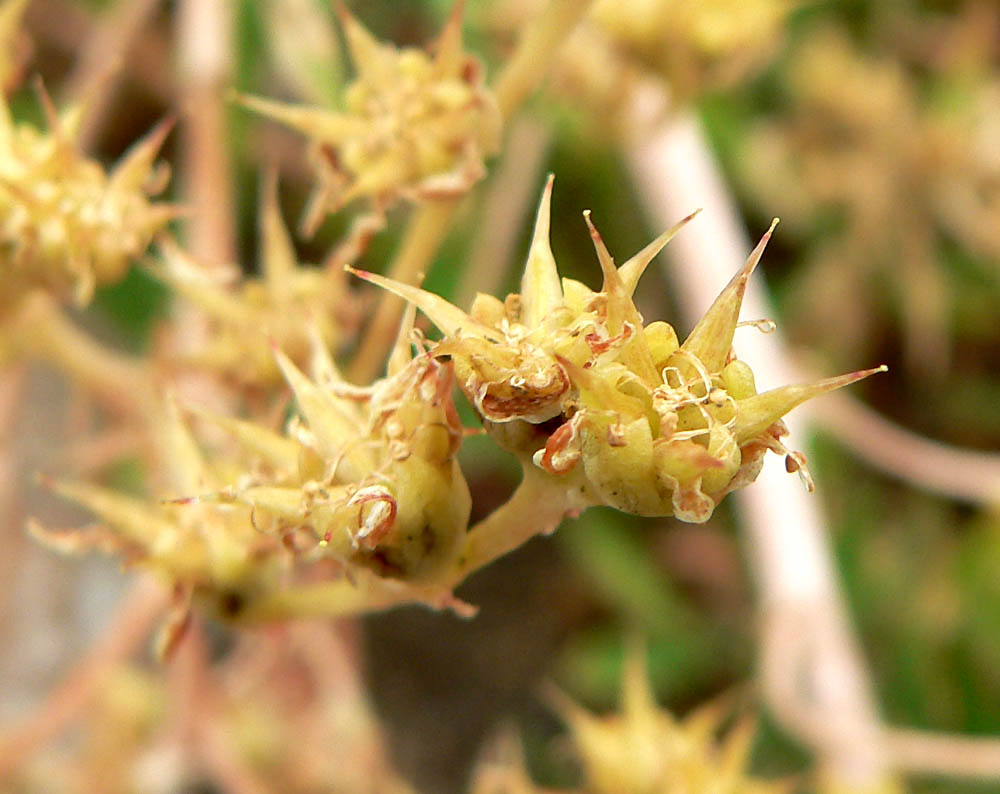
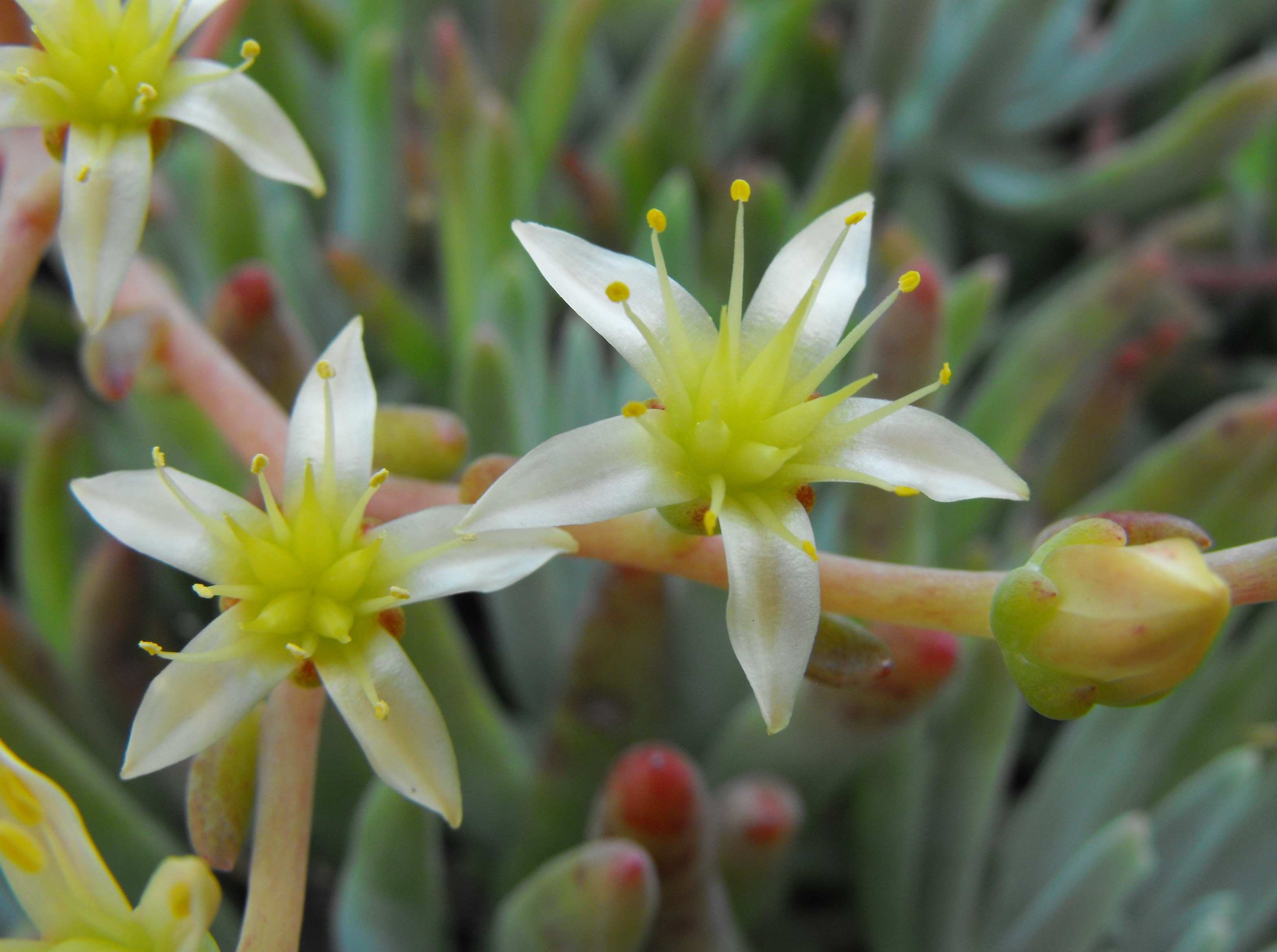